# 川口有一郎
川口 有一郎（かわぐち ゆういちろう、1955年 - ）は、日本の経済学者。専門は、金融工学・不動産金融工学・不動産経済学。学位は、博士（工学）（東京大学・論文博士・1991年）。早稲田大学教授。

## 来歴
1955年、熊本県に生まれる。防衛大学校及び日本大学大学院理工学研究科時代の専攻は土木工学だったがその後都市計画に研究対象を移し、1991年に土地区画整理事業に関する研究で東京大学より博士（工学）を取得する。この時の指導教員は当時東京大学教授の中村英夫。
1990年ごろに金融工学と出会い、土木工学の研究で培った計算手法との共通点から興味を抱く。自らの研究対象を「金融工学をベースに、企業の戦略や不動産の価値を分析する分野」と表現し、金融工学の手法を用いて不動産投資や経営戦略の精度を高めることを目的とした応用ファイナンスの研究を行っている。
日本における不動産金融工学の創始、および確立に尽力した。2000年には刈屋武昭を擁立して日本不動産金融工学学会の創立に関わり、2004年より会長職を務める。
2004年より早稲田大学大学院ファイナンス研究科教授に就き、加えて早稲田大学国際不動産研究所所長と早稲田大学ファイナンス総合研究所所長を兼任。2014年時点で日本リアルオプション学会評議員を務める。
2013年6月・7月に京都（京都大学）で行われたアジア不動産学会年次大会（2013 The 17th Asian Real Estate Society (AsRES) Annual Conference）では会長を務め、松下新平（国土交通大臣政務官）、岩沙弘道（三井不動産）、岩田規久男（日本銀行）らの招聘に尽力した。

## 略歴

### 学歴
- 1979年 防衛大学校工学部土木工学科 卒業[12]
- 1988年 日本大学大学院理工学研究科土木工学科修士課程 修了[13]
- 1991年 博士（工学）（東京大学・論文博士）[14]

### 職歴
- 1996-1999年 明海大学不動産学部 助教授[8]
- 1996年 ケンブリッジ大学土地経済学科（Department of Land Economy） 客員研究員[8]
- 1999年-? 明海大学不動産学部 教授[8]
- 2001-2002年 東京大学空間情報科学研究センター 客員教授[15][16]
- 2002-2006年 東京大学空間情報科学研究センター 客員研究員[17][18][19][20]
- 2001-2002年 慶應義塾大学大学院政策・メディア研究科 特別招聘教授[8]
- 2002-2003年 京都大学経済研究所金融工学研究センター 客員教授[13]
- 2004年- 2016年 早稲田大学大学院ファイナンス研究科 教授[1]
- 2014年 - 2016年 早稲田大学大学院ファイナンス研究科長、早稲田大学大学院ファイナンス研究センター所長、早稲田大学商学学術院副学術院長[21]
- 2016年 - 早稲田大学大学院経営管理研究科 教授

### 委員会活動
- 2006年 独立行政法人評価委員会住宅金融支援機構分科会（財務省） 分科会長[12]
- 2006年 庁舎等の売却・証券化手法についての検討会（財務省） 座長[22][23]
- 2008年 世界経済フォーラムグローバル・アジェンダ・カウンシル 委員[24]
- 2012年 不動産・インフラ投資市場活性化方策に関する有識者会議（内閣府） 座長[12][25]
- 財務省財政制度等審議会 委員[26]

### 所属
- 日本不動産金融工学学会 会長（2004年 - ）[6]
- 日本リアルオプション学会 評議員[10]、元会長[27][28]
- The Asian Real Estate Society（略称：AsRES、日本語名称：アジア不動産学会） Director（1999-2001, 2008-2011年）、President（2013年）[29][30]
- American Real Estate and Urban Economics Association (AREUEA)[12]
- 日本金融・証券計量・工学学会（JAFEE）[12]
- 日本不動産学会[12]

## 受賞歴
- 1990年 応用測量論文奨励賞（応用測量学会）[31]
- 1992年 応用測量論文奨励賞（応用測量学会）[32]

## 逸話
- 不動産証券化協会の認定資格「不動産証券化協会認定マスター」の命名に関わった。認定者名称について意見を求められたときに “Master in Securitization” （「証券化を極める人」の意）という英語を発意し、「証券化マスター」の名称を提案したことを明かしている[33]。その後協会で検討され、現在の名称に決定した[33]。

## 著書

### 単著
- 『不動産金融工学』清文社、2001年。ISBN 978-4433268015。
- 『入門　不動産金融工学』ダイヤモンド社、2001年。ISBN 978-4478670347。
- 『リアルオプションの思考と技術』ダイヤモンド社、2004年。ISBN 978-4478210390。
- 『不動産エコノミクス―資産価格の7つの謎と住宅価格指数』清文社、2013年。ISBN 978-4433584429。

### 共著
- （三菱UFJ信託銀行）『不動産マーケット再浮上の条件』（日経BP社、2009年。ISBN 978-4822224363）[* 2]

### 論文
- “The pricing of real options in discrete time models: Another story of the value of waiting to invest,” with K. Tsubokawa, Journal of Property Investment & Finance, Volume 19, Issue 1, pp. 9-34, 2001. doi:10.1108/14635780110365334
- “Unsmoothing Commercial Property Returns: A Revision to Fisher–Geltner–Webb's Unsmoothing Methodology,” with H. Cho and J. D. Shilling, Journal of Real Estate Finance and Economics, Volume 27, Issue 3, pp. 393-405, 2003. doi:10.1023/A:1025898325952
- “An analysis of the trends and cyclical behaviours of house prices in the Asian markets,” with M. Chen and K. Patel, Journal of Property Investment & Finance, Volume 22, Issue 1, pp. 55-75, 2004. doi:10.1108/14635780410525144
- “Seasoned Equity Issuance by Japan and Singapore REITs,” with S. E. Ong and J. T. L. Ooi, Journal of Real Estate Finance and Economics, Volume 43, Issue 1-2, pp. 205-220, 2011. doi:10.1007/s11146-010-9285-9
- “Empirical Comparison of the Various Spatial Prediction Models: in Spatial Econometrics, Spatial Statistics, and Semiparametric Statistics,” with H. Seya, M. Tsutsumi, and Y. Yoshida, Procedia - Social and Behavioral Sciences, Volume 21, pp. 120–129, 2011. doi:10.1016/j.sbspro.2011.07.025